# Millî Küme 1943
Die Maarif Mükafatı 1943 war die sechste ausgetragene Saison der Millî Küme. Meister wurde zum dritten Mal Fenerbahçe Istanbul.

## Teilnehmende Mannschaften
- Beşiktaş Istanbul – Aus der  İstanbul Futbol Ligi als 1. Platz
- Fenerbahçe Istanbul – Aus der İstanbul Futbol Ligi als 2. Platz
- Galatasaray Istanbul – Aus der İstanbul Futbol Ligi als 3. Platz
- Vefa Istanbul – Aus der İstanbul Futbol Ligi als 4. Platz
- Ankara Demirspor – Aus der Ankara Futbol Ligi als 1. Platz
- Gençlerbirliği Ankara – Aus der Ankara Futbol Ligi als 2. Platz
- Göztepe Izmir – Aus der İzmir Futbol Ligi als 1. Platz
- Altınordu Izmir – Aus der İzmir Futbol Ligi als 2. Platz

## Statistiken

### Abschlusstabelle
Punktesystem
Sieg: 2 Punkte, Unentschieden: 1 Punkt
| Pl. | Verein                | Sp. | S  | U | N  | Tore    | Diff. | Punkte |
| --- | --------------------- | --- | -- | - | -- | ------- | ----- | ------ |
| 1.  | Fenerbahçe Istanbul   | 14  | 11 | 2 | 1  | 030:600 | +24   | 38     |
| 2.  | Galatasaray Istanbul  | 14  | 11 | 1 | 2  | 032:700 | +25   | 37     |
| 3.  | Beşiktaş Istanbul     | 14  | 9  | 0 | 5  | 047:200 | +27   | 32     |
| 4.  | Ankara Demirspor      | 14  | 7  | 2 | 5  | 029:290 | ±0    | 30     |
| 5.  | Vefa Istanbul         | 14  | 5  | 1 | 8  | 023:350 | −12   | 25     |
| 6.  | Gençlerbirliği Ankara | 14  | 4  | 1 | 9  | 023:310 | −8    | 23     |
| 7.  | Göztepe Izmir         | 14  | 3  | 3 | 8  | 012:350 | −23   | 23     |
| 8.  | Altınordu Izmir       | 14  | 1  | 0 | 13 | 016:490 | −33   | 16     |

### Torschützenliste
Bei gleicher Anzahl von Treffern sind die Spieler alphabetisch nach Nachnamen bzw. Künstlernamen sortiert.
| Rang | Name           | Mannschaft           | Tore |
| ---- | -------------- | -------------------- | ---- |
| 1.   | Şeref Görkey   | Beşiktaş Istanbul    | 13   |
| 2.   | Hakkı Yeten    | Beşiktaş Istanbul    | 12   |
| 3.   | Naci Bastoncu  | Fenerbahçe Istanbul  | 10   |
| 3.   | Bülent Eken    | Galatasaray Istanbul | 10   |
| 5.   | Mustafa Ercan  | Ankara Demirspor     | 8    |
| 6.   | Kemal Gülçelik | Fenerbahçe Istanbul  | 7    |

### Kreuztabelle
| 1943                  | Fenerbahçe Istanbul | Galatasaray Istanbul | Beşiktaş Istanbul | Ankara Demirspor | Vefa Istanbul | Gençlerbirliği Ankara | Göztepe Izmir | Altınordu Izmir |
| --------------------- | ------------------- | -------------------- | ----------------- | ---------------- | ------------- | --------------------- | ------------- | --------------- |
| Fenerbahçe Istanbul   |                     | 1:0                  | 1:0               | 2:0              | 4:0           | 3:0                   | 2:0           | 5:0             |
| Galatasaray Istanbul  | 0:0                 |                      | 3:1               | 3:0              | 3:0           | 2:1                   | 1:0           | 4:0             |
| Beşiktaş Istanbul     | 1:4                 | 1:3                  |                   | 5:1              | 5:1           | 5:1                   | 3:0           | 9:0             |
| Ankara Demirspor      | 2:2                 | 1:0                  | 2:8               |                  | 2:3           | 5:1                   | 5:1           | 4:1             |
| Vefa Istanbul         | 0:2                 | 0:4                  | 1:2               | 0:2              |               | 1:2                   | 5:1           | 6:4             |
| Gençlerbirliği Ankara | 0:1                 | 0:1                  | 0:3               | 2:3              | 1:2           |                       | 5:0           | 4:3             |
| Göztepe Izmir         | 2:1                 | 0:4                  | 1:4               | 1:1              | 2:2           | 1:1                   |               | 2:1             |
| Altınordu Izmir       | 1:2                 | 2:4                  | 2:0               | 0:1              | 1:2           | 1:5                   | 0:1           |                 |

## Die Meistermannschaft von Fenerbahçe Istanbul
| 1.                  | Fenerbahçe Istanbul |
| Fenerbahçe Istanbul | - Tor: Cihat Arman; Nuri Pekesen - Abwehr: Murat Alyüz; Lebip Elmas; Müzdat Yetkiner; Muammer Oraman; Orhan Menemencioğlu; Muzaffer Ateşçi - Mittelfeld: Ömer Boncuk; Aydın Bakanoğlu; Esat Kaner; Ali Rıza Tansı; Halil Köksalan; Rıza - Angriff: Naci Bastoncu; Fikret Kırcan; Halit Deringör; Melih Kotanca; Rebii Erkal; İbrahim İskeçe; Naim Şukal; Fikret Arıcan; Recep Nurcan; Faik - Trainer: John Prayer ( England) |